# Бъндерицово шапиче
Бъндерицовото шапиче (Alchemilla bandericensis Pawl.) е растение от семейство Розоцветни (Rosaceae), балкански ендемит. Вписано е в Червената книга на България и в Закона за биологичното разнообразие като критично застрашен вид.

## Описание
Бъндерицовото шапиче е многогодишно тревисто растение. Коренището му е пълзящо, стъблата са с височина 30 – 50 cm, в основата гъсто, а нагоре разреждащо се разпереновлакнести. Приосновните листа са закръгленобъбрековидни, 9-делни, надиплени, отдолу изцяло влакнести. Дръжките на приосновните листа са дълги до 30 cm, късо разпереновлакнeсти. Стъбловите листа са добре развити и също влакнести. Съцветията са тесни, рехави, цветни снопчета са малко на брой, но гъсти. Цветовете са жълто-зелени, с диаметър 3,5 – 4,5 mm. Чашелистчетата са яйцевиднотриъгълни; дяловете на външната чашка са дълги колкото чашелистчетата, но по-тесни. Плодът е орехче.
Цъфти юли – август, плодоноси август – септември. Опрашва се от насекоми, размножава се със семена и отчасти вегетативно, с коренищни издънки.
Бъндерицовото шапиче има слаба възобновителна способност. Необходима му е достатъчна почвена и въздушна влажност.

## Разпространение
В България бъндерицовото шапиче се среща само в субалпийския пояс на Пирин планина, като единствената му известна популация в района на Бъндеришкия циркус е малка и с ниска плътност. Видът се среща и в Северна Македония.

## Застрашеност
Видът е застрашен от стъпкване и унищожаване при преминаването на туристи през находищата, от промените в климата – затопляне и засушаване, ограниченото му разпространение и слабата му възобновителна способност.

## Опазване
За да бъде опазено, бъндерицовото шапиче е обявено за защитен вид съгласно Закона за биологичното разнообразие и е вписано в Червената книга на България. Популацията му е в границите на Националния парк „Пирин“ и в защитена зона от Европейската екологична мрежа „Натура 2000“ в България.